# إيزامو أويدا
إيزامو أويدا هو سياسي ياباني، ولد في 5 أغسطس 1958 في يوكوهاما في اليابان. نشط حزبياً في حزب كوميتو الجديد وحزب الآفاق الجديدة. وقد انتخب عضو مجلس النواب الياباني ‏ عن دائرة Kanagawa 6th district ‏ وقد انضم خلال فترته النيابية ‏ للكتلة البرلمانية حزب كوميتو الجديد.

## وصلات خارجية
- الموقع الرسمي